# Betacallis alnicolens
Betacallis alnicolens är en insektsart. Betacallis alnicolens ingår i släktet Betacallis och familjen långrörsbladlöss. Inga underarter finns listade i Catalogue of Life.